# برابوس (شركة)
برابوس هي شركة تعديل سيارات مختصة بسيارات مرسيدس بنز ومايباخ وسمارت. أسس كل من كلاوس براكمان وبودو بوشمانن الشركة في عام 1977، وأستحوذت عليها شركة مرسيدس عام 2023 بالكامل بعد بداية التوسع بأسهم الشركة عام 2016. اسم الشركة هو تجميع أول ثلاثة حروف من أسماء المؤسسين. تُعد الشركة أكبر شركة تعديل لسيارات مرسيدس بنز.

## تاريخ

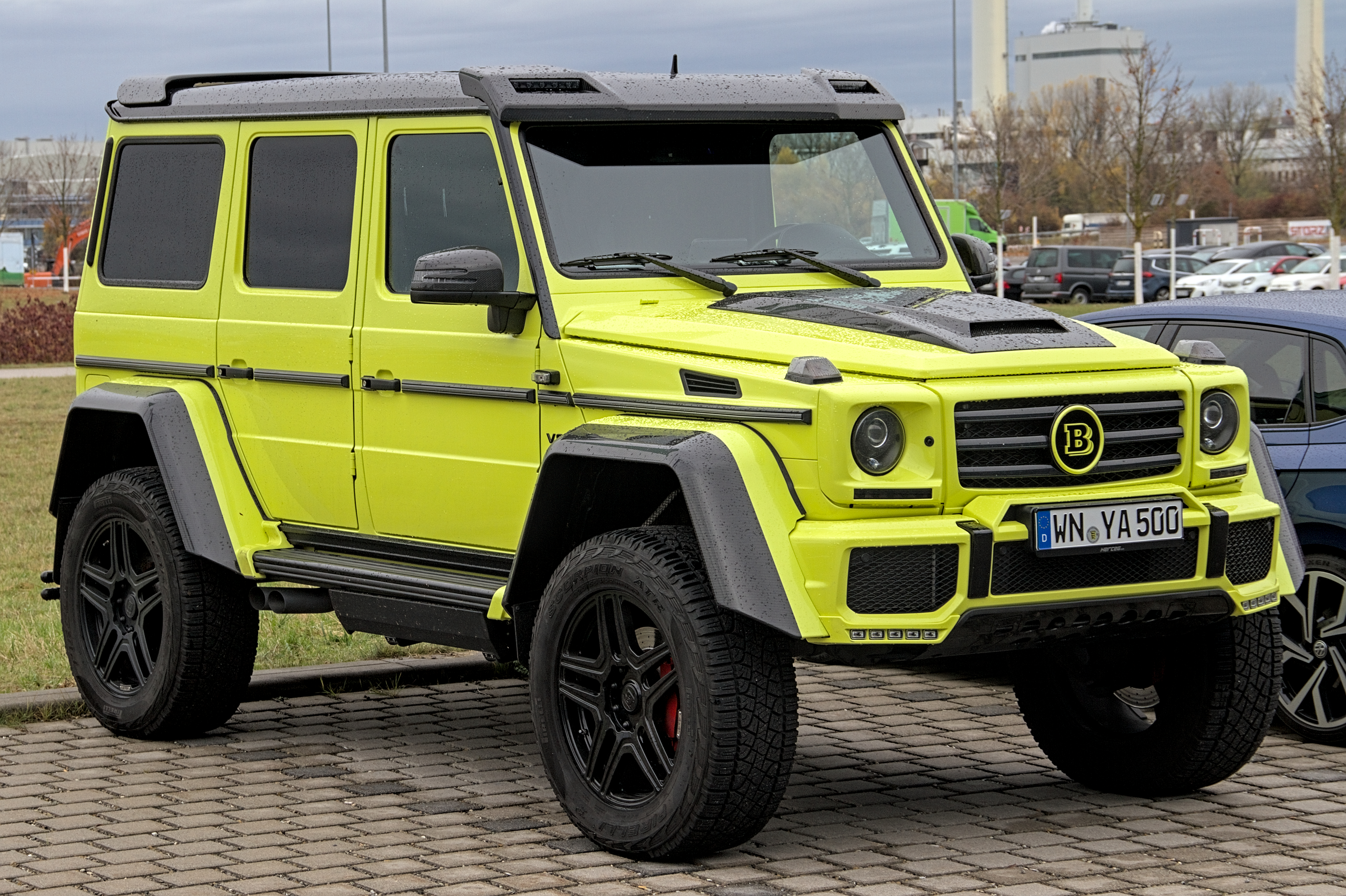
برابوس 550 Adventure 4X4²

تأسست برابوس في عام 1977 في بداية ذروة صناعة الضبط في السبعينيات والثمانينيات من قبل تاجر السيارات براكمان وبودو (بالألمانية: Bodo Buschmann) في بوتروب مع زميله الطالب كلاوس براكمان (بالألمانية: Klaus Brackmann) لأن القانون الألماني يتطلب إنشاء شركة من شخصين على الأقل. اشتق اسم BRABUS من الأحرف الثلاثة الأولى من ألقاب المؤسسين BRAckmann و BUSchmann. كان الغرض الأصلي للشركة هو الاستعانة بمصادر خارجية للأنشطة الهامشية من وكالة مرسيدس لوالد بودو بوشمان. وسع بوشمان الأنشطة الأصلية لتشمل الضبط.
لم يُظهر براكمان اهتمامًا بتعديل المركبات أو إدارة الأعمال التجارية ، لذلك باع أسهم شركته إلى بوشمانن مقابل 100 يورو، وعمل منذ ذلك الحين محاميًا في أوبرهاوزن. أصبحت برابوس معروفة في المقام الأول من خلال تحويل مرسيدس بنز دبليو 126.
في عام 1984 ، تم تركيب محرك V8 سعة خمسة لترات بقوة 290 حصان في سيارة مرسيدس 190 إي ، وفي عام 1985 ، حققت الفئة إي ، التي حسنها برابوس، رقماً قياسياً عالمياً بلغ 0.26. في وقت لاحق ، جذبت برابوس الانتباه مرارًا وتكرارًا بمركبات حصرية. مع طراز برابوس إي في 12 القائم على مرسيدس بنز دبليو 210 ، قدمت برابوس أسرع سيدان إنتاج في العالم (330 كم / ساعة) في ذلك الوقت. تواصل إي في12 المستندة إلى مرسيدس بنز دبليو 211 هذا الرقم القياسي العالمي مع 350.2 كم / ساعة. تم تثبيت محرك توربو مزدوج في12 سعة 6.3 لتر بقوة 471 كيلو واط (640 حصان) وعزم دوران 1024 نيوتن متر في هذا الإصدار. تبلغ المرحلة التطورية لعام 2005 لمحرك التوربو الثنائي في12 (SV 12 إس) 537 كيلوواط (730 حصانًا) وعزم دوران يبلغ 1320 نيوتن متر ، والذي يقتصر إلكترونيًا على 1100 نيوتن متر من أجل عدم زيادة التحميل على الإطارات وناقل الحركة. يستخدم هذا المحرك في Brabus Rocket (بناءً على الفئة سي إل إس) ومؤخراً أيضًا في الفئة سي الحالية. هناك يسمى برابوس بوليت. وفقًا للشركة المصنعة ، تتجاوز سرعتها القصوى 360 كم / ساعة. تم تثبيت المرحلة التطورية لعام 2009 مع محرك في12 مزدوج التوربو الأقوى بقوة 552 كيلووات (750 حصانًا) في فئتي SL و GLK الحالية وكذلك في Maybach 57S و 62S.
في منتصف عام 2014 ، كان إصدار محرك التوربو الثنائي 625 كيلوواط (850 حصانًا) وعزم دوران محدود إلى 1150 نيوتن متر. في الأصل (على منصة الاختبار ، بغض النظر عن علبة التروس) ، يمكن لهذا الإصدار من المحرك تطوير عزم دوران يبلغ 1450 نيوتن متر على هضبة سرعة تتراوح من 2500 إلى 4500 دورة في الدقيقة. يُقدم في فئات سي و سي إل إس و إي و إس وجي الحالية.
تشتهر برابوس أيضًا بما يسمى بمعدات «جلد ماستيك» ، والتي يمكن أن تصل إلى سعر سيارة متوسطة المدى.
كان يعتبر برابوس أكبر منافس لـ أي أم جي حتى اشترت دايملركرايسلر أي أم جي. في عام 1994 ، أصبحت برابوس موالف مصنع من بوجاتي. في نهاية التسعينيات ، وُسعت مباني الشركة بشكل كبير. مع 350 موظفًا ، تعد برابوس أكبر موالف سيارات مستقل في العالم في عام 2007. تم تسمية Brabus-Allee في بوتروب ، حيث يقع مقر الشركة ، على اسمه.
مع استحواذ شركة دايملر-بنز أيه جي على شركة Micro Compact Car smart GmbH (التي أعيدت تسميتها إلى شركة سمارت ذات مسؤولية محدودة في 2002) ، أسست برابوس و شركة سمارت المشروع المشترك سمارت-برابوس ذات مسؤولية محدودة ومقره بوتروب في عام 2002. في عام 2004 ، تأسست شركة Brabus Service GmbH.
حوالي 30٪ من المبيعات في عام 2008 جاءت من السوق الألمانية.
في خريف عام 2012 ، أصبح معروفًا أن شركة برابوس تبني جزءًا ثالثًا من المصنع في مقرها الرئيسي في Bottrop-Eigen ، والذي سيعمل بشكل أساسي على توسيع السعة.
في 26 أبريل 2018 ، المؤسس والرئيس التنفيذي البروفيسور هـ. ج. بودو بوشمان، خلفه ابنه كونستانتين بوشمان.